# Salvatore Di Somma
Salvatore Di Somma (18 de febrero de 1984) es un deportista italiano que compitió en remo. Ganó cinco medallas en el Campeonato Mundial de Remo entre los años 2004 y 2012.

## Palmarés internacional
| Campeonato Mundial | Campeonato Mundial | Campeonato Mundial | Campeonato Mundial        |
| Año                | Lugar              | Medalla            | Prueba                    |
| ------------------ | ------------------ | ------------------ | ------------------------- |
| 2004               | Bañolas (España)   | Medalla de plata   | Dos sin timonel ligero    |
| 2005               | Kaizu (Japón)      | Medalla de bronce  | Cuatro sin timonel ligero |
| 2006               | Eton (Reino Unido) | Medalla de bronce  | Dos sin timonel ligero    |
| 2007               | Múnich (Alemania)  | Medalla de bronce  | Ocho con timonel ligero   |
| 2012               | Plovdiv (Bulgaria) | Medalla de plata   | Ocho con timonel ligero   |